# Tout mais pas ça !
Pour plus de détails, voir Fiche technique et Distribution.
Tout mais pas ça ! (Se Dio vuole) est un film italien réalisé par Edoardo Falcone, sorti en 2015.

## Synopsis
Tommaso est un chirurgien du cœur qui a réussi et qui est respecté. C'est également un athée. Un jour, son fils Andrea lui annonce qu'il veut devenir prêtre.

## Fiche technique
- Titre : Tout mais pas ça !
- Titre original : Se Dio vuole
- Réalisation : Edoardo Falcone
- Scénario : Edoardo Falcone et Marco Martani
- Photographie : Tommaso Borgstrom
- Montage : Luciana Pandolfelli
- Décors : Cristina Onori
- Costumes : Luigi Bonanno
- Musique : Carlo Virzì
- Producteur : Mario Gianani et Lorenzo Mieli
  - Producteur délégué : Olivia Sleiter
  - Producteur exécutif : Emanuele Lomiry
- Production : Wildside Media (it) et Rai Cinema
- Distribution : Saje distribution
- Pays d'origine :  Italie
- Langue : italien
- Genre : comédie
- Durée : 87 minutes
- Dates de sortie :
  - Italie : 9 avril 2015
  - France :
    - 29 janvier 2016 (festival From Rome to Paris)
    - 22 novembre 2017 (en salles)

## Distribution
- Marco Giallini : Tommaso
- Alessandro Gassmann : Don Pietro
- Laura Morante : Carla
- Ilaria Spada : Bianca
- Edoardo Pesce : Gianni
- Enrico Oetiker : Andrea
- Carlo De Ruggieri (it) : Pizzuti
- Giuseppina Cervizzi : Rosa
- Maurizio Lops : Mimmo

## Sortie

### Accueil critique
En France, le site Allociné recense une moyenne des critiques presse de 3,2/5, et des critiques spectateurs à 3,4/5.

## Distinctions

### Récompenses
- 60e cérémonie des David di Donatello : David di Donatello du meilleur réalisateur débutant
- 2015 : Ruban d'argent du meilleur nouveau réalisateur
- 2017 : Grand Prix du Festival au Festival International du Film de Comédie de Liège